# Saint-Avit-de-Tardes
Saint-Avit-de-Tardes is een gemeente in het Franse departement Creuse (regio Nouvelle-Aquitaine) en telt 171 inwoners (1999). De plaats maakt deel uit van het arrondissement Aubusson.

## Geografie
De oppervlakte van Saint-Avit-de-Tardes bedraagt 14,7 km², de bevolkingsdichtheid is 11,6 inwoners per km².

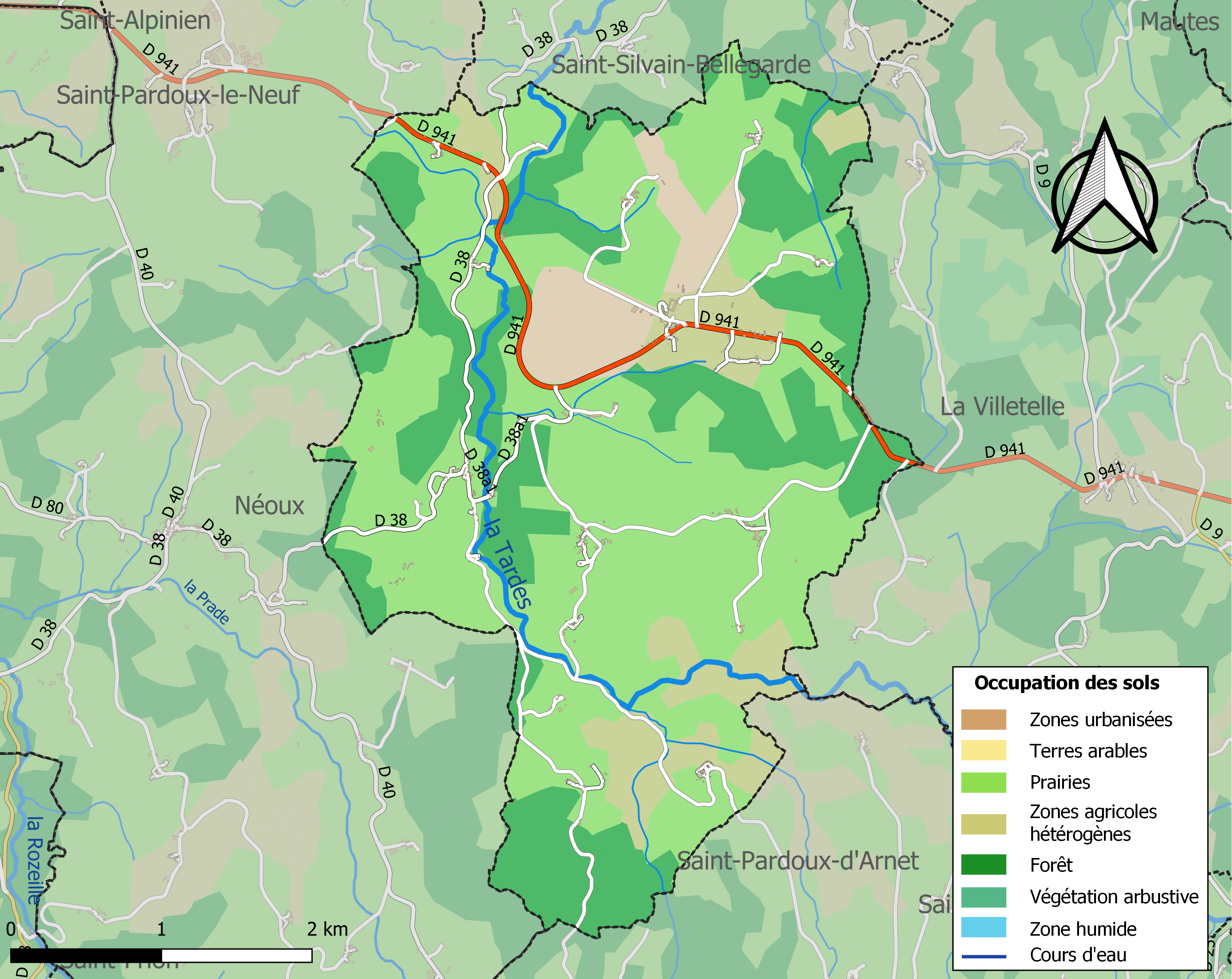
Kaart van de gemeente met de belangrijkste infrastructuur, bodemgebruik en omliggende gemeenten

## Demografie
Onderstaande figuur toont het verloop van het inwonertal (bron: INSEE-tellingen).